# Timo Susi
Timo Antero Susi (* 25. Januar 1959 in Kouvola) ist ein ehemaliger finnischer Eishockeyspieler. Sein Sohn Atte Susi ist ebenfalls ein professioneller Eishockeyspieler. 

## Karriere
Timo Susi begann seine Karriere als Eishockeyspieler in seiner Heimatstadt in der Nachwuchsabteilung von KooKoo, für dessen Profimannschaft er von 1974 bis 1978 in der I-divisioona, der zweiten finnischen Spielklasse, aktiv war. Anschließend lief er 14 Jahre lang für Tappara Tampere in der SM-liiga auf. Bei Tappara gehörte er stets zu den Führungsspielern und war von 1986 bis 1991 Mannschaftskapitän in Tampere. Mit seiner Mannschaft gewann er in den Jahren 1979, 1982, 1984, 1986, 1987 und 1988 insgesamt sechs Mal den finnischen Meistertitel als Tappara das nationale Eishockey dominierte. 
Während seiner aktiven Zeit stellte Susi mehrere Rekorde in der SM-liiga auf. In seiner Laufbahn erzielte er insgesamt 38 Tore in den SM-liiga-Playoffs, womit er einen neuen Bestwert erreichte. Am 15. November 1984 erzielte er neun Punkte, womit er einen neuen Bestwert für Scorerpunkte in einem SM-liiga-Spiel aufstellte. Im Jahr 2000 wurde er mit der Aufnahme in die Finnische Eishockey-Ruhmeshalle geehrt. Zudem wurde seine Trikotnummer 10 von seinem Stammverein Tappara Tampere gesperrt und wird an keinen weiteren Spieler mehr vergeben.   

### International
Für Finnland nahm Susi im Juniorenbereich an den U20-Junioren-Weltmeisterschaften 1978 und 1979 teil. Im Seniorenbereich stand er im Aufgebot seines Landes bei den Weltmeisterschaften 1983, 1986, 1987 und 1989 sowie bei den Olympischen Winterspielen 1980 in Lake Placid und 1988 in Calgary. Bei den Winterspielen 1988 gewann er mit seiner Mannschaft die Silbermedaille.

## Erfolge und Auszeichnungen
- 1979 Finnischer Meister mit Tappara Tampere
- 1982 Finnischer Meister mit Tappara Tampere
- 1984 Finnischer Meister mit Tappara Tampere
- 1986 Finnischer Meister mit Tappara Tampere
- 1987 Finnischer Meister mit Tappara Tampere
- 1988 Finnischer Meister mit Tappara Tampere
- 2000 Aufnahme in die Finnische Eishockey-Ruhmeshalle

### International
- 1988 Silbermedaille bei den Olympischen Winterspielen